# Bree Turner
Bree Turner (Palo Alto, 10 marzo 1977) è un'attrice e ballerina statunitense.

## Biografia
Bree ha trascorso il suo tempo in giro per il paese con la sua famiglia e il suo pro-padre giocatore di calcio. Durante la sua adolescenza, i genitori si stabilirono nel nord della California, dove Bree ha scoperto l'amore per la danza. Al liceo ha praticato diverse attività tra cui danza classica, jazz.
Quando si è trasferita a Los Angeles per studiare danza presso la UCLA, è stata scoperta da un agente di danza ed ha avuto immediatamente ruoli come ballerina in innumerevoli film di alto profilo come Il matrimonio del mio migliore amico (1997), Kiss Me (1999) e Il grande Lebowski (1998). Ha ballato in manifestazioni a premio, in tv e in spot pubblicitari, così come i video musicali di rilievo, da Brian Setzer a Sugar Ray. È apparsa in spot per Hyundai, Gap, Dr Pepper e il punto 2003 "Top 10 di tutti i tempi" Budweiser, andato in onda durante il Super Bowl.
Bree Turner ha fatto numerose apparizioni al cinema, come Gigolò per sbaglio (1999), Prima o poi mi sposo (2001), Sorority Boys (2002), Ragazze nel pallone - La rivincita (2004), e Good Girls Don't... (2004) e in TV in Cold Case, Spin City e Andy Richter Controls the Universe.
Ha lavorato anche in numerose commedie tra le quali Contrasti e amori (2008), interpretato da Jimmy Fallon e The TV Set (2006), con Sigourney Weaver, Baciati dalla sfortuna (2006), una commedia interpretata da Lindsay Lohan. Bree ha anche recitato accanto a Ethan Embry in un episodio della Showtime Masters of Horror (2005), una serie antologica diretto e co-scritto dal regista Don Coscarelli. Nel 2006 ha inoltre lavorato con Nick Stillwell per la realizzazione del film Jekyll + Hyde dove ha interpretato la parte di Martha Utterson. Dal 2012 al 2017 è stata co-protagonista nella serie televisiva Grimm.

## Vita privata
Il 22 giugno 2008 ha sposato il chirurgo Justin Saliman. La coppia ha avuto due figli, Stella Jean, nata il 29 giugno 2010, e Dean, nato il 12 settembre 2012. La coppia ha divorziato nel marzo 2018.

## Filmografia

### Cinema
- Dunston - Licenza di ridere (Dunston Checks In), regia di Ken Kwapis (1996)
- Il matrimonio del mio migliore amico (My Best Friend's Wedding), regia di P. J. Hogan (1997)
- Night Train, regia di Damion Dormeyer, Dylan Shrader (1998)
- Tweeker, regia di Christopher W.L. Sutton (1999)
- Kiss Me, regia di Robert Iscove (1999)
- Duel on Planet Z, regia di Sterling Bishop (1999)
- Austin Powers - La spia che ci provava (Austin Powers: The Spy Who Shagged Me), regia di Jay Roach (1999)
- Gigolò per sbaglio (Deuce Bigalow: Male Gigolo), regia di Mike Mitchell (1999)
- The Myersons, regia di Todd Hurvitz, Andy Weiss (2001)
- Prima o poi mi sposo (The Wedding Planner), regia di Adam Shankman (2001)
- Joe Dirt, regia di Dennie Gordon (2001)
- American Pie 2, regia di J.B. Rogers (2001)
- Sorority Boys, regia di Wallace Wolodarsky (2002)
- Whacked!, regia di James Bruce (2002)
- Ragazze nel pallone - La rivincita (Bring It on Again), regia di Damon Santostefano (2004)
- Perfect Opposites, regia di Matt Cooper (2004)
- True Vinyl, regia di Scott Falconer, Scott Hatley (2004)
- The TV Set, regia di Jake Kasdan (2006)
- Baciati dalla sfortuna (Just My Luck), regia di Donald Petrie (2006)
- Jekyll + Hyde, regia di Nick Stillwell (2006)
- Firehouse Dog, regia di Todd Holland (2007)
- Contrasti e amori (The Year of Getting to Know Us), regia di Patrick Sisam (2008)
- La dura verità (The Ugly Truth), regia di Robert Luketic (2009)
- Life's a Beach, regia di Tony Vitale (2010)
- Dancing Ninja, regia di Mitchell Klebanoff, Kelly Sandefur (2010)
- Take Me Home, regia di Sam Jaeger (2011)
- Smashed, regia di James Ponsoldt (2012)
- Una bugia per amore (Jewtopia), regia di Bryan Fogel (2012)

### Televisione
- USA High – Serie TV, 1 episodio (1997)
- Hang Time – Serie TV, 1 episodio (1998)
- Undressed – Serie TV, 14 episodi (1999)
- Electric Playground – Serie TV, 1 episodio (2000)
- Moesha – Serie TV, 4 episodi (2000–2001)
- Spin City – Serie TV, 2 episodi (2002)
- Andy Richter Controls the Universe – Serie TV, 1 episodio (2003)
- Cold case - Delitti irrisolti (Cold Case) – Serie TV, 2 episodi (2003)
- Century City – Serie TV, 1 episodio (2004)
- Good Girls Don't... – Serie TV, 8 episodi (2004)
- Las Vegas – Serie TV, 1 episodio (2005)
- Sex, Love & Secretss – Serie TV, 1 episodio (2005)
- Masters of Horror – Serie TV, 1 episodio (2005)
- Love Monkey – Serie TV, 1 episodio (2006)
- Traveler – Serie TV, 1 episodio (2007)
- Standoff – Serie TV, 1 episodio (2007)
- Quarterlife – Serie TV, 1 episodio (2008)
- Ghost Whisperer - Presenze (Ghost Whisperer) – Serie TV, 1 episodio (2008)
- Le regole dell'amore (Rules of Engagement) – Serie TV, 1 episodio (2010)
- The Wedding Band – Serie TV, 1 episodio (2011)
- Aiutami Hope! (Raising Hope) – Serie TV, 1 episodio (2011)
- The Mentalist – Serie TV, 1 episodio (2012)
- Grimm – Serie TV 109 episodi (2012-2017)

## Doppiatrici italiane
- Ilaria Latini in Cold Case - Delitti irrisolti
- Domitilla D'Amico in Ragazze nel pallone - La rivincita
- Ilaria Stagni in Baciati dalla sfortuna
- Valentina Mari in Ghost Whisperer - Presenze
- Laura Latini in La dura verità
- Daniela Abbruzzese in The Mentalist
- Sabrina Duranti in Grimm